# Alejandra Andreu
Alejandra Andreu Santamarta (Zaragoza, 25 de fevereiro de 1990) é uma modelo e rainha de beleza espanhola que venceu o Miss Internacional 2008. Ela foi a terceira de seu país a vencer este concurso.
Atualmente trabalha como jornalista, atriz, apresentadora e modelo.

## Participação em concursos de beleza

### Miss Espanha
Alejandra, que era Miss Zaragoza, ficou em 3º lugar no Miss Espanha 2008, concurso no qual ela era uma das grandes favoritas à coroa.

### Miss Internacional
Alejandra venceu o Miss Internacional no dia 8 de novembro de 2008, em Macau, derrotando outras 62 concorrentes.
Além de vencer o concurso, ela também levou o prêmio de Miss Fotogenia.

## Vida pós-concursos
Alejandra é jornalista, repórter, apresentadora de TV, modelo e especialista em moda.
Em 2013 ela foi ao Japão coroar Bea Santiago, uma vez que a antecessora desta, Ikumi Yoshimatsu, não pode participar do evento.
Em fevereiro de 2019, novamente Alejandra voltou ao Japão para cumprir agenda como Miss Internacional. Ela visitou algumas cidades junto com Mariem Velazco, a então detentora da coroa, e divulgou imagens em sua conta no Instagram.